# Lasioglossum ctenander
Lasioglossum ctenander är en biart som först beskrevs av Michener 1965.  Lasioglossum ctenander ingår i släktet smalbin, och familjen vägbin. Inga underarter finns listade i Catalogue of Life.

## Bildgalleri

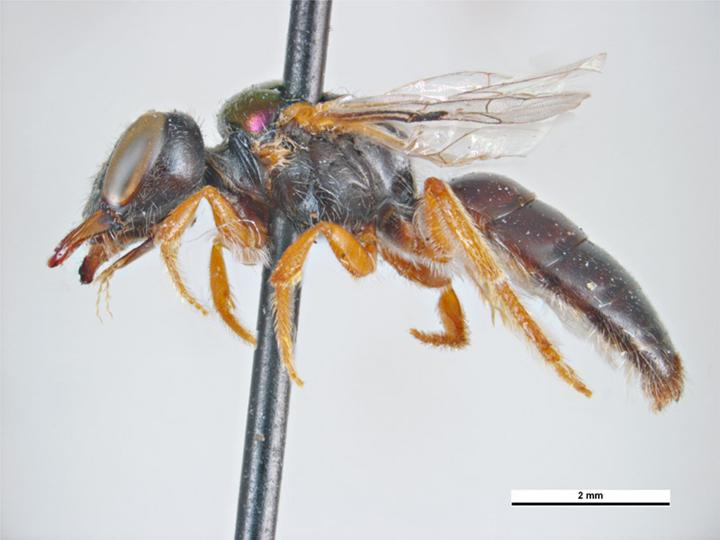
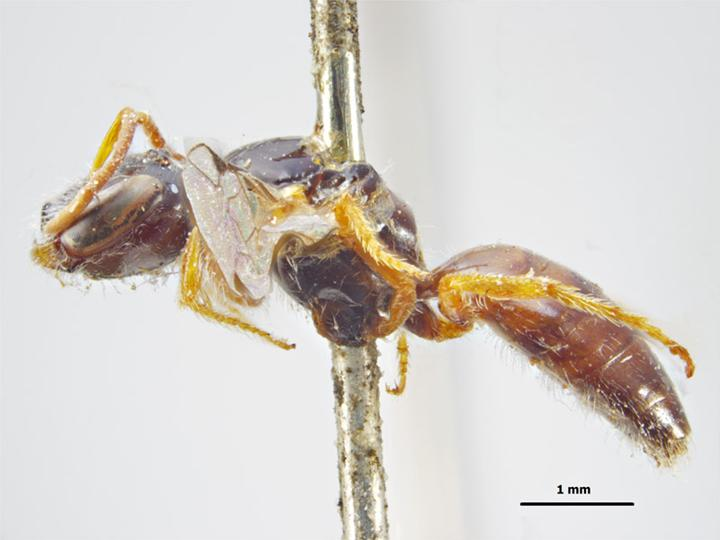
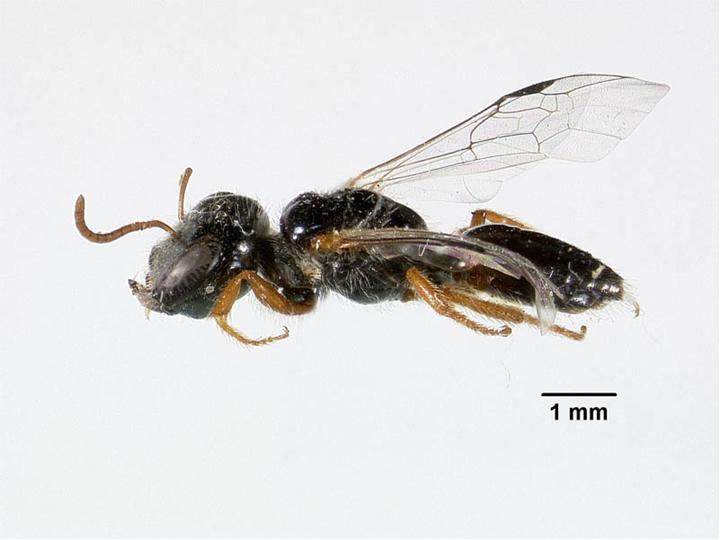